# Vincent Hoss-Desmarais
 (septembre 2014).
Si vous disposez d'ouvrages ou d'articles de référence ou si vous connaissez des sites web de qualité traitant du thème abordé ici, merci de compléter l'article en donnant les références utiles à sa vérifiabilité et en les liant à la section « Notes et références ».
Pour les articles homonymes, voir Hoss.
Vincent Hoss-Desmarais, né le 13 novembre 1976 à Montréal, dans la province de Québec, est un acteur canadien.

## Biographie
Il tient le rôle du poète Paul Susser dans le long métrage Rencontres avec un jeune poète réalisé par Rudy Barichello, mettant également en vedette Maria De Medeiros et Stephen McHattie. Vincent Hoss-Desmarais tient des rôles notamment dans le film hollywoodien Red 2 et le film canadien Whitewash, ainsi que dans diverses séries dramatiques pour la télévision, telles que Casting, C.A., Les Invincibles et 30 vies. Il a également tenu le rôle de Marius Borodine dans le court métrage Marius Borodine.
En 2012, Vincent Hoss-Desmarais a été mis en nomination dans la catégorie « Meilleur acteur dans un premier rôle » (Outstanding Performance by an Actor in a leading role) aux Elizabeth Sterling Haynes Awards à Edmonton en Alberta, qui soulignent l'excellence en théâtre professionnel dans cette ville, pour son interprétation du rôle de l'auteur québécois Michel Tremblay dans la pièce de théâtre « Michel & Ti-Jean » de George Rideout. C'était la deuxième fois que Vincent Hoss-Desmarais incarnait ce rôle de Michel Tremblay, puisqu'il l'avait également joué dans la première mondiale de la pièce « Michel & Ti-Jean » en 2010 au Théâtre Centaur à Montréal au Québec.

## Filmographie partielle

### Au cinéma
- 2012 : L'Empire Bo$$é de Claude Desrosiers : serveur à la Maison Bossé
- 2013 : Whitewash de Emanuel Hoss-Desmarais
- 2013 : Red 2 de Dean Parisot : agent du MI6

### À la télévision
- 2006 : C.A. de Louis Morissette : Steve Laplante
- 2014 : 30 vies de Fabienne Larouche : Louis Saint-Onge